# Johann Sebastian Albrecht
Johann Sebastian Albrecht (* 4. Juni 1695 in Coburg; † 8. Oktober 1774 ebenda) war ein deutscher Arzt, Naturforscher und Gymnasialprofessor.
Albrecht studierte ab 1715 Medizin in Jena und Leiden und wurde 1718 in Jena nach einer Reise durch die Schweiz, die Niederlande und Norddeutschland, bei der er viele Gelehrte kennenlernte, promoviert. Danach war er niedergelassener Arzt in Coburg. 1734 wurde er Professor für Naturphilosophie am akademischen Gymnasium in Coburg und 1737 Land-Physikus (Landesarzt des Fürstentums Coburg). Für Medizinstudenten führte er Exkursionen, so 1743 in Form des traditionellen Maibummels, durch. In Band 8 der von der Kaiserlich-Leopoldinischen Akademie der Naturforscher herausgegebenen Acta physico-medica sive Ephemerides publizierte er 1748 über die Ankylose der Wirbelsäule.
Von ihm stammen zahlreiche kleinere Schriften und Beiträge zum Commercium Litterarium. Er gab 1747 in Coburg die Opuscula botanico-physicua von Joachim Jungius heraus.
Am 15. Dezember 1730 wurde er mit dem akademischen Beinamen Panthemus zum Mitglied (Matrikel-Nr. 418) der Leopoldina gewählt.
Albrecht ist mit einem Bericht aus dem Jahre 1737 über fossile Hölzer, die in Coburg in großen Mengen gefunden wurden und für Schnitzarbeiten verwendet wurden, ein Vorläufer der Paläobotanik. Er erkannte an den Stämmen Zeichen von Fäulnis und Merkmale rezenter Bäume. 1734 veröffentlichte er einen Aufsatz, in dem er Fossilien als Zeugen der Sintflut ansah.